# Knut Walf
Knut Walf (* 9. Dezember 1936 in Berlin-Dahlem) ist deutscher katholischer Theologe und Kirchenrechtler.

## Leben
Walf machte am Görres-Gymnasium Koblenz sein Abitur. Er studierte Philosophie, Theologie, Rechtswissenschaften und Kanonisches Recht an den Universitäten München und Freiburg im Üechtland. 1965 folgte die Promotion, 1971 die Habilitation, beides in München. Von 1972 bis 1977 war Walf Universitätsdozent für Kirchenrecht und Staatskirchenrecht an der Universität München. Von 1977 bis 2002 war er Professor für Kirchenrecht an der Universität Nijmegen. Er war Gastdozent in Freiburg im Üechtland, Saarbrücken und Washington, D.C. Von 1978 bis 1996 war Walf Mitglied des Direktionskomitees der internationalen Zeitschrift für Theologie Concilium und von 1986 bis 2009 ständiger Mitarbeiter der Zeitschrift Orientierung (Zürich).

## Schriften

### Publikationen in Buchform

#### Als Autor
- Die Entwicklung des päpstlichen Gesandtschaftswesens in dem Zeitabschnitt zwischen Dekretalenrecht und Wiener Kongreß (1159–1815) (= Münchener Theologische Studien. Abt. 3: Kanonistische Abteilung Band 24), Hueber, München 1966 (Dissertation).
- Das bischöfliche Amt in der Sicht josephinischer Kirchenrechtler (= Forschungen zur kirchlichen Rechtsgeschichte und zum Kirchenrecht, Band 13), Böhlau, Köln/Wien 1975, ISBN 978-3-412-01175-8.
- Kirchenrecht (= Leitfaden Theologie Band 13), Patmos, Düsseldorf 1984, ISBN 978-3-491-77916-7. [Vragen rondom het nieuwe kerkelijk recht. Gooi & Sticht, Hilversum 1988; Derecho eclesiástico. Herder, Barcelona 1988 (Biblioteca de teología, 12)]
- Einführung in das neue katholische Kirchenrecht (= Arbeits- und Studienbücher Theologie), Benziger, Zürich/Einsiedeln/Köln 1984, ISBN 3-545-27601-5.
- Westliche Taoismus-Bibliographie (WTB) = Western Bibliography of Taoism. Korin, Limburg 1985; 6. Auflage: Die Blaue Eule, Essen 2010.

#### Als Herausgeber
- Menschenrechte in der Kirche. Patmos, Düsseldorf 1980
- Stille Fluchten. Zur Veränderung des religiösen Bewußtseins, Kösel, München 1983, ISBN 978-3-466-20244-7.
- Lao Tse, Tao Te King. Diogenes, Zürich 1985 (Nachwort); Lao Tse, Tao-Te-King. Diogenes, Zürich 1990, 1994, 2010 (detebe-Klassiker 21875) (Nachwort); Diogenes, Zürich 1996 (Kleines Diogenes Taschenbuch, detebe 70048) (Nachwort)
- TAO für den Westen. Eine Hinführung. Ausgewählte Texte. Kösel, München 1989.[TAO voor het Westen - een inleiding en een bloemlezing van teksten. Garant, Leuven-Apeldoorn 1991]
- Studies in Canon Law - Presented to P.J.M.Huizing [Ius Sequitur Vitam-Law Follows Life]. Leuven University Press-Uitgeverij Peeters, Leuven 1991 (Annua Nuntia Lovaniensia XXXII)
- Vom Rande her?: zur Idee des Marginalismus; Festschrift für Heinz Robert Schlette zum  65.Geburtstag. Klaus-Peter Pfeiffer in Verbindung mit Nikolaus Klein, Werner Post, Karl-Dieter Ulke, Knut Walf (Hrsg.), Königshausen & Neumann, Würzburg 1996
- TAO für den Westen - Weisheit, die uns nottut. Kösel, München 1997
- Bible in Modern China - The Literary and Intellectual Impact. Ed.by Irene Eber, Sze-kar Wan and Knut Walf, Steyler Verlag, Nettetal 1999 (Monumenta Serica Monograph Series, vol.XLIII)
- Erosion. Zur Veränderung des religiösen Bewusstseins. Edition Exodus, Luzern 2000, ISBN 978-3-905577-47-1.

### Artikel in Fachzeitschriften
- Kollegialität der Bischöfe ohne römischen Zentralismus, in: Diakonia, Jahrgang 17, 1986, S. 167–173.
- Kerkrechtelijke problemen van de plaatselijke kerk, in: Kosmos + oekumene, Jahrgang  19, 1985, S. 199–203.